# Thomas Hürlimann
Pour les articles homonymes, voir Hürlimann (homonymie).
Thomas Hürlimann, né le 21 décembre 1950 à Zoug, est un écrivain suisse publiant principalement en allemand. 

## Biographie
Il est le fils du conseiller fédéral Hans Hürlimann. Ses livres, comme Der große Kater et Fräulein Stark, ont été des sujets de polémiques car ils critiquent ouvertement la classe politique de la Suisse alémanique.  
Thomas Hürlimann est considéré comme l'un des grands représentants de la littérature suisse alémanique. Il vit à Willerzell, dans la commune d’Einsiedeln, et à Berlin. 
Il est élu membre de l'Académie des arts de Berlin en 2006.

## Publications

### Romans, nouvelles et pièces de théâtre
- Großvater und Halbbruder, Frankfurt am Main, 1980, traduit en français par Gilbert Musy : Grand-Père et demi-frère (pièce de théâtre), Éditions d'en bas, Lausanne, 1990
- Die Tessinerin, Zurich, 1981, traduit en français par Martine Magnaridès : La Tessinoise (nouvelles), Éditions de l'Aire, Vevey, 1984 et 1997
- Stichtag; Großvater und Halbbruder, Frankfurt am Main, 1984
- Der Ball, Zurich, 1986
- Das Gartenhaus, Zurich 1989, traduit en français par Jeanne Etoré : Le Pavillon du jardin (nouvelle), Gallimard, Paris, 1992
- Der letzte Gast, Zurich 1990
- Der Gesandte, Zurich 1991, traduit en français par Gilbert Musy : L'Ambassadeur (pièce de théâtre), Éditions d'en bas, Lausanne, 1993
- Innerschweizer Trilogie, Zurich 1991
- Die Satellitenstadt, Zurich 1992, traduit en français par Gilbert Musy : La Cité satellite. Histoires, Éditions d'en bas, Lausanne, 1994
- Güdelmäntig, Einsiedeln 1993
- Unter diesen Sternen, Weilheim 1993
- Carleton, Zurich 1996
- Der Franzos im Ybrig, Zurich 1996, traduit en français par Gilbert Musy : Napoléon chez les Waldstaetten (comédie), Éditions d'en bas, Lausanne, 1996
- Zwischen Fels und See, Munich 1996
- Das Holztheater, Zurich 1997
- Der große Kater, Zurich 1998 (adaptation télévisuelle en 2012, sous le titre L'Homme-chat)
- Das Lied der Heimat, Frankfurt am Main 1998
- Das Einsiedler Welttheater, Zurich 2000, 2007
- Fräulein Stark, Zurich 2001, traduit en français par Colette Kowalski : Mademoiselle Stark (roman), Éditions du Seuil, Paris, 2004,  (ISBN 2-02-055680-4).
- Himmelsöhi, hilf!, Zurich 2002
- Vierzig Rosen, Zurich 2006, traduit en français par Fedora Wesseler : Quarante Roses (roman), Éditions Verdier, Lagrasse, 2016,  (ISBN 978-2-86432-851-3).

- Das Einsiedler Welttheater, Zurich 2007
- Der Sprung in den Papierkorb. Geschichten, Gedanken und Notizen am Rand, Zurich 2008

## Sources
Philippe Wellnitz : “Jeux de miroirs. Le théâtre de Thomas Hürlimann. À propos du Théâtre du monde d'Einsiedeln”, in: P.A. Bloch und P. Schnyder / Centre de Recherches sur l'Europe Littéraire (Hg.) Miroirs/Reflets, pp. 267 – 281, Presses Universitaires de Strasbourg 2003.
Philippe Wellnitz : “Das Lied der Heimat : Zu Thomas Hürlimanns Theater der Jubiläumsjahre 1991/1998”, in: Vilas-Boas, Gonçalo (Hg.) Partir de Suisse, revenir en Suisse. Von der Schweiz weg, in die Schweiz zurück ” [= Collection Helvetica 5], Presses Universitaires de Strasbourg 2003, pp. 231-242.
Philippe Wellnitz : “Visions littéraires et politiques du rapport entre individu et nation suisse: Der groβe Kater de Thomas Hürlimann”, in : Schnyder, Peter (Hg.): Visions de la Suisse. À la recherche d'une identité: projets et rejets, Presses Universitaires de Strasbourg 2005 [= Collection Helvetica N° 7], pp.191-201.
Philippe Wellnitz : ”Thomas Hürlimanns Theater : ein Dialog mit der Heimat Schweiz”, in: Stolz, Michael et alii (Hrsg.) „Germanistik in der Schweiz“, in Zeitschrift der Schweizerischen Akademischen Gesellschaft für Germanistik, 2013, Heft 10, pp. 419-429.
"Thomas Hürlimann : une famille ordinaire", dans Anne-Marie Gresser La littérature suisse-allemande d’aujourd‘hui  (ISBN 978-2-7574-0125-5), p. 61-70.